# Злотория
Злото̀рия (на полски: Złotoryja; на немски: Goldberg; на латински: Aureus Mons) е град в Югозападна Полша, Долносилезко войводство. Административен център е на Злоторийски окръг, както и на селската Злоторийска община, без да е част от нея. Самият град е обособен в самостоятелна градска община с площ 11,51 км2.